# Murina ussuriensis
Murina ussuriensis là một loài động vật có vú trong họ Dơi muỗi, bộ Dơi. Loài này được Ognev mô tả năm 1913.

## Hình ảnh

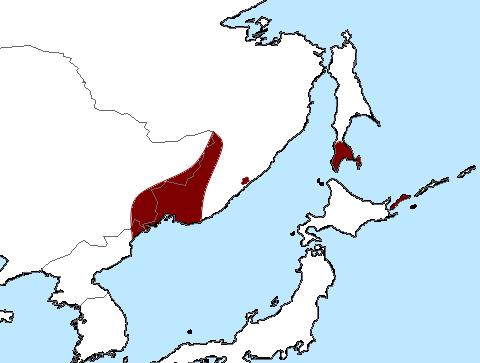